# Cementerio de mascotas de La Mariposa
El Cementerio de Mascotas de La Mariposa,  es el nombre que recibe un espacio habilitado por la Fundación venezolana Fundaplanimal (organismo sin fines de lucro creado para la esterilización y tratamiento de animales) para realizar las sepulturas de animales del área metropolitana de Caracas y de otras partes del país sudamericano de Venezuela. Se localiza en la vía La Mariposa, por el sector La Morita en la Cortada de Maturín, muy cerca del Municipio Libertador al suroeste del Distrito Metropolitano de Caracas.
Se creó con la idea de ofrecer un lugar digno para realizar los entierros de animales ante las pocas alternativas que existen, incluyendo la cremación en el Cementerio del Este, en el cementerio para mascotas de Villa Aracelis o los entierros en jardines particulares. Los animales más comunes sepultados en las fosas dispuestas allí son los perros y los gatos.
Fundaplanimal no solo habilita las fosas sino que además realiza el traslado cobrando un tarifa en base al tamaño del animal en cuestión.